# PINK CRES.
PINK CRES.(핑크 크레스.)는 2016년에 결성된 일본의 3인조 여성 팝 그룹이다. 2021년 6월 30일을 기해 활동을 종료했다.

## 멤버
- 나츠야키 미야비 (夏焼 雅, 지바현 출생, 사이타마현 출신, 1992년 8월 25일 ~ ) - 최연장자, 리더, 메인보컬, 센터
- 코바야시 히카루 (小林 ひかる, 도쿄도 출신, 1994년 4월 19일 ~ ) - 메인래퍼
- 니헤이 유우카 (二瓶 有加, 도쿄도 출신, 1995년 10월 20일 ~ ) - 리드보컬

## 약력
2015년
- 리더 나츠야키 미야비는 향후 활동은 신그룹에서 열겠다는 의향을 나타냈다[2].

2016년
- 4월 1일, 회원 모집 결과 오디션 최종 합격자는 코바야시 히카루와 니헤이 유우카가 결정되었다[3].
- 8월 25일, 일본 무도관에서 행해진「Buono! Festa 2016」에서 그룹 이름이「PINK CRES.」(핑크 크레스.)로 결정했다고 발표되었다[4].

2017년
- 6월 28일, 첫 음반「crescendo」를 발매.
- 12월 1일, 착신 한정 음원인「Sweet Girl's Night」발표.

2018년
- 6월 27일, 두 번째 음반「えとせとら」를 발매.

2019년
- 5월 22일, 첫 번째 싱글「トウキョウ・コンフュージョン／宇宙の女は甘くない」를 발매.

2020년
- 2월 26일, 두 번째 싱글「ルーレット」를 발매.
- 10월 7일, 세 번째 음반「Soleil」를 발매.

2021년
- 3월 19일, 멤버의 코바야시 히카루, 니헤이 유우카가 그룹을 졸업하고 새로운 길을 가고 싶다는 리더 나츠야키 미야비에게 상담을 해, 6월 30일부로 그룹은 해산하고, 코바야시와 니헤이는 소속사인 업프런트 크리에이트와의 전속 매니지먼트 계약도 종료하는 것, 또한 나츠야키 미야비는 현재의 사무소로의 소속을 계속하고, 노래를 중심으로 새로운 활동을 시작할 것을 발표[1].
- 6월 30일, 착신 라이브「PINK CRES. LAST LIVE ~LOVE YOU ♡ PINK CLASS.~」를 기해 그룹을 해산했다.

## 음악

### 싱글
1. トウキョウ・コンフュージョン／宇宙の女は甘くない (2019년 5월 22일)
  - 양 A면 싱글. 커플링 곡은 없음.
2. ルーレット (2020년 2월 26일)
  - 커플링 : エゴイスティック (초회생산한정반 · 통상반) / GIRLS PRIDE (통상반 A) / BLACK OUT (통상반 B) / Think over (통상반 C)

### 착신 한정
1. Sweet Girl's Night (2017년 12월 1일)

### 앨범
1. crescendo (2017년 6월 28일)
2. えとせとら (2018년 6월 27일)
3. Soleil (2020년 10월 7일)

### Blu-ray
1. PINK CRES. LAST LIVE ～LOVE YOU ♡ PINK CLASS.～ (2021년 11월 3일)

## 출연

### 라이브 · 콘서트
원맨 라이브
- PINK CRES. 1st LIVE ~crescendo~ (2017년 7월 23일, 신주쿠 ReNY)
- Hello! Project 20주년 기념 전야제 ~One by One~「PINK CRES. LIVE ~Halloween Special!~」(2017년 10월 28일, 코튼 클럽, 낮 밤 2회 공연)
- PINK CRES. LIVE 2018 ~P・I・N・K~ (2018년 2월 7일, TSUTAYA O-EAST)
- PINK CRES. COUNTDOWN LIVE ~3,2,1, Happy New Year~ (2018년 12월 31일, 오모테산도 GROUND, 2회 공연)
- PINK CRES. LIVE 2019 ~CHANGE PRIDE~ (2019년 2월 15일 ~ 2월 24일, 4회 공연)

단독 투어
- PINK CRES. 1st Live Tour 2018  ~PINK LAND~ (2018년 7월 28일 ~ 9월 24일)
- PINK CRES. LIVE TOUR 2019 ~CONFUSION~ (2019년 7월 27일 ~ 10월 14일)
- PINK CRES. LIVE TOUR 2020 봄 ~Roulette~ (공연 중지)[5][6]

라스트 라이브
- PINK CRES. LAST LIVE ~LOVE YOU ♡ PINK CLASS.~ (2021년 6월 30일, 무관중 착신)

### 라디오
- HELLO! DRIVE! -하로드라- (2016년 10월 3일 ~ 2019년 6월, 라디오 네오)

### 그 외
- Buono! Festa 2016 (2016년 8월 25일, 일본 무도관)
- Heart to Heart 2020 ~Covers~ (2020년 9월 27일 · 12월 13일, Zepp Tokyo, 4회 공연 · 11월 15일, 센다이 GIGS, 2회 공연 · 22일, Zepp Namba, 2회 공연 · 12월 20일, Zepp Sapporo, 2회 공연)
- Hello! Project Year-End Party 2020 ~GOOD BYE & HELLO!~ (2020년 12월 31일, 나카노 선플라자, 3회 공연) - 오프닝 액트로서 출연
- M-line Special 2021 ~Make a Wish!~ (2021년 2월 6일, 난바 Hatch, 2회 공연 · 13일 · 14일 · 5월 4일 · 6월 20일(정기), 나카노 선플라자, 5회 공연 · 3월 27일, 후쿠오카 국제회의장 메인홀, 2회 공연 · 28일, 일본 특수도업 시민회관 빌리지홀, 2회 공연 · 4월 4일, 오사카 산케이홀 브리제, 2회 공연 · 29일, 하치오지 시 예술문화회관 이치죠 홀, 2회 공연 · 5월 8일, 아마신 알카익 홀 옥토, 2회 공연 · 9일, 아이치 오와리아사히 시 문화회관, 2회 공연 · 15일 · 16일, 메구로 퍼시몬 홀, 4회 공연 · 22일, 홋카이도 신홀, 2회 공연 · 6월 5일, 나고야 시민회관, 2회 공연, 12일, NHK 오사카 홀, 2회 공연 · 26일(정기), 토다 시 시민회관, 2회 공연 · 27일, 센다이 GIGS, 2회 공연)